# Araucaria heterophylla

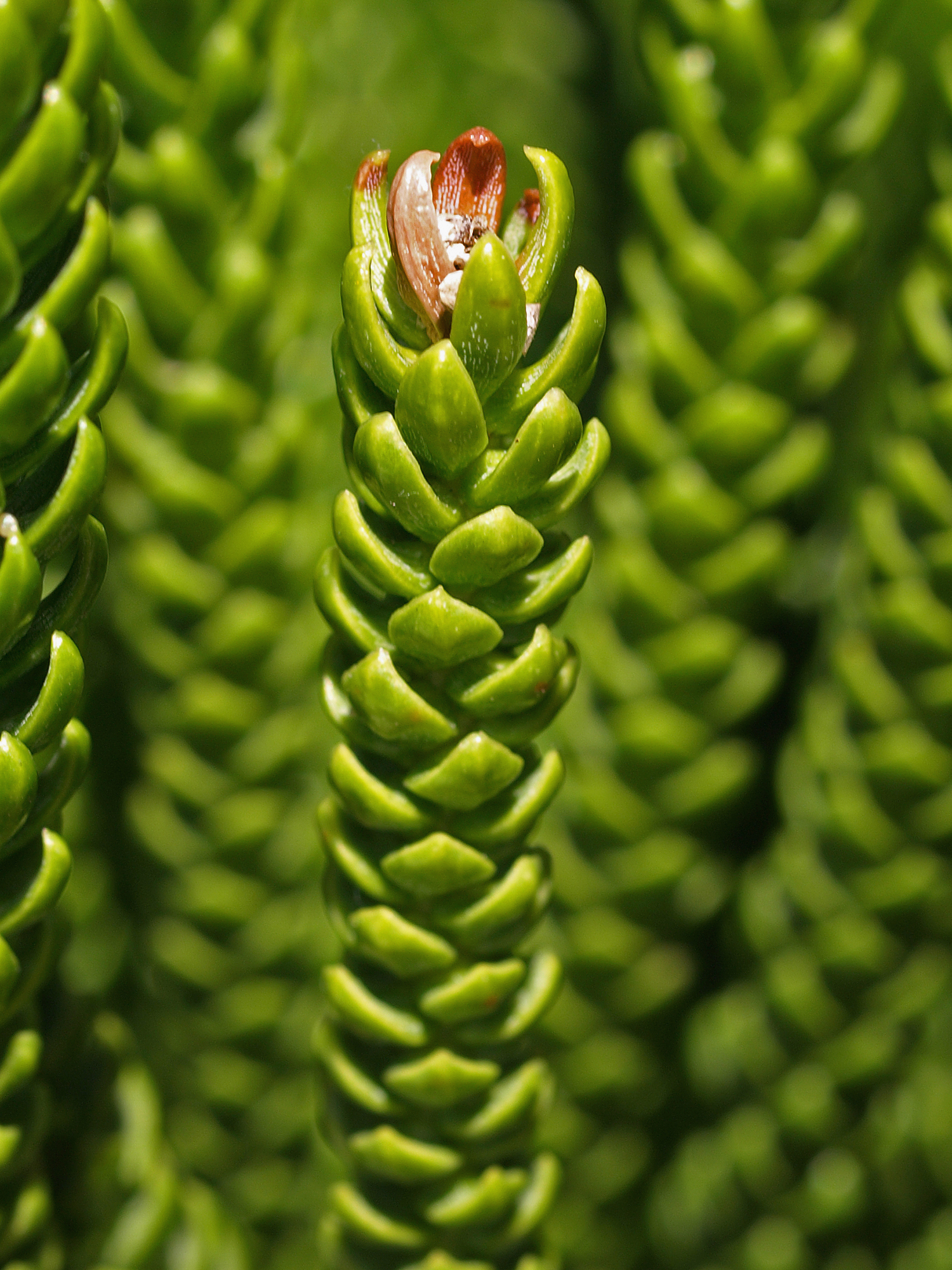
Detalle de las hojas.

Araucaria heterophylla, comúnmente llamada araucaria excelsa, araucaria o pino de la isla Norfolk, es una conífera perteneciente a la familia Araucariaceae. Su nombre vernacular se debe a que este árbol, que no es un pino, es endémico de la isla Norfolk, Australia, aunque actualmente está ampliamente cultivado en todo el mundo por su valor ornamental

## Descripción

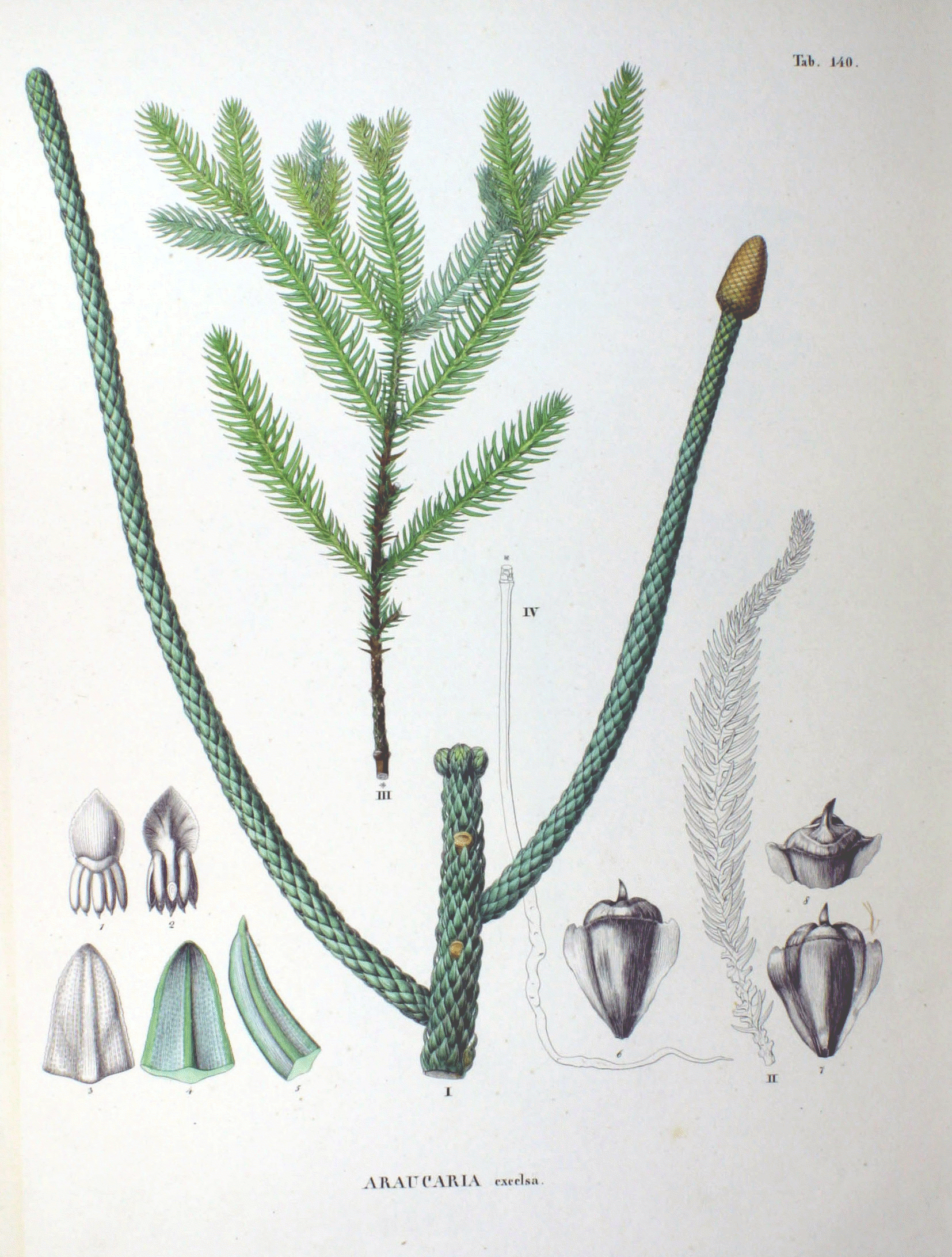
Ilustración de las hojas juveniles (fondo) y adultas de Araucaria heterophylla.

Su mayor atractivo ornamental consiste en la geometría de la copa y del ramaje, ya que desde el recto tronco emite sus ramas casi horizontales o levemente oblicuas, en número de cinco, formando pisos; el plano de cada piso es un pentágono. El follaje está formado por hojas en forma de escamas. Es un árbol dioico (flores masculinas y femeninas en distintas plantas), aunque también puede ser monoico. Los frutos son conos globosos de hasta 12 cm de diámetro. La reproducción sexual de la especie asegura la conservación de la simetría, mientras que la obtención agámica de ejemplares no podría asegurarla.

## Distribución y hábitat
Se conoce también como pino de Norfolk debido a que fue en esa isla del océano Pacífico donde el legendario capitán Cook —el marino inglés James Cook—, en su segundo viaje en 1774 en el HMS Resolution, descubrió los espléndidos bosques de esta especie. Al ver los troncos de Araucaria heterophylla rectos, fuertes, y de hasta 50 m de altura, le parecieron  adecuados para ser utilizados como mástiles y yardas para veleros. Sin embargo, cuando la isla fue ocupada en 1788 por convictos transportados desde Gran Bretaña, se descubrió que estos pinos de la isla de Norfolk no eran lo suficientemente robustos para tal uso y se abandonó la idea.

## Usos
Aunque el árbol suele alcanzar alturas que van desde los 50 a los 80 m; en muchas partes del mundo se usan como plantas de interior en su etapa juvenil, ya que es una especie de crecimiento lento.

## Taxonomía
Araucaria heterophylla fue descrita por (Bertol.) Kuntze y publicado en Anais. Instituto Superior de Agronomia 19: 11–12. 1952.
Etimología
Araucaria: nombre genérico geográfico que alude a su localización en Arauco.
heterophylla: epíteto latíno que significa "con hojas diferentes".